# 学習曲線
学習曲線（がくしゅうきょくせん）とは練習量と反応時間の関係を表す曲線である。
RT を反応時間、N を練習量、a 、b を課題によって変わる変数とするとき次の式が成り立つ。
{\displaystyle RT=aN^{-b}={\frac {a}{N^{b}}}}
ピロリとアンダーソンはa 、b の実測値をそれぞれ1.40、0.24と求めた。
{\displaystyle RT=1.40N^{-0.24}={\frac {1.40}{N^{0.24}}}}
この式はかなり普遍的に成り立つ。